# オクトーバーサプライズ
オクトーバーサプライズ（英: October surprise）は、アメリカ合衆国大統領選挙が実施される年において、本選挙投票の1か月前の10月に選挙戦に大きな影響を与えるサプライズ（出来事）のことを指す。
最も注目を浴びたのが1980年の選挙であり、この選挙以降米マスメディアの間で「10月の驚く出来事」という意味で頻繁に使われるようになった。

## オクトーバーサプライズと言われる事例

### 1980年大統領選挙
1980年大統領選挙では、現職ジミー・カーター大統領（民主党）とロナルド・レーガン候補（共和党）の間で接戦が繰り広げられていた。当時米国は、イラン革命で過激派の学生によりテヘランのアメリカ大使館が占拠され、大使館員52人が人質にとられるという試練を抱えていた（イランアメリカ大使館人質事件）。1980年4月、米デルタ・フォースによる人質救出作戦は失敗し、2期続投を目指すカーター政権への大きな打撃となった。このため、カーター政権の外交姿勢を「弱腰」と批判する共和党を勢いづかせる結果となった。
この事件に関して、レーガン政権の副大統領へ転身を企むジョージ・H・W・ブッシュとレーガンの選挙チーム責任者ウィリアム・J・ケイシー（後のCIA長官）が、1980年10月18 - 19日にパリで密かにイラン政府関係者と会談し、ホメイニ他イラン政府関係者に賄賂と武器供給を約束し、人質解放時期をレーガン大統領就任時まで延長するように交渉したという疑惑があるとされる。この交渉の目的は、カーターの在任中に人質事件を解決させないことで彼の人気を落とし（つまりカーターに有利に働く「オクトーバーサプライズ」を回避し）、レーガン大統領就任時に人質解放を実現することで「強いレーガン大統領」を演出することであったとされる。
結局、この選挙でカーターは敗北し、1981年1月20日、レーガンが第40代大統領に就任した。同日、人質となっていたテヘランのアメリカ大使館員らも無事解放され、生還した。

### 2004年大統領選挙
2004年大統領選挙では、共和党の現職のジョージ・W・ブッシュ大統領に民主党のジョン・ケリー候補が追いすがる状況となっていたが、10月30日にアメリカ同時多発テロの首謀者とされるアルカイダのオサマ・ビンラディンが犯行への関与を指摘する報道が流れたことからブッシュの支持率が上昇し、ケリーも後に自らの敗北に繋がったと述懐した。

### 2012年大統領選挙
2012年大統領選挙では選挙直前の2012年10月下旬にハリケーン・サンディがアメリカ合衆国東部を襲い、民主党のバラク・オバマ候補は現職大統領としての災害対応が評価されて追い風となった一方で、共和党のミット・ロムニー候補は連邦緊急事態管理庁（FEMA）の予算縮小や廃止に言及した過去を取り上げられて逆風となったという見方がある。

### 2016年大統領選挙
2016年大統領選挙では、選挙直前の2016年10月28日にFBIのジェームズ・コミー長官が民主党候補ヒラリー・クリントンの国務長官時代の私用メール問題 (en) で新証拠を発見し再捜査すると発表した。それまでクリントンは支持率で共和党候補ドナルド・トランプを12ポイント上回っていたが、発表後に一部世論調査でトランプが支持率でクリントンを逆転するなど劣勢に立たされた。コミー長官が11月6日になって訴追はないと発表したものの、大統領選挙ではトランプが当選し、クリントンは後にFBIの捜査再開が大統領選敗北につながったと述べた。

### 2020年大統領選挙
2020年大統領選挙は新型コロナウイルスの世界的流行の最中で、2020年10月1日以降に現職の共和党候補ドナルド・トランプをはじめとする数人の共和党関係者の感染が発覚し、ホワイトハウスでクラスターが発生したとみられる。ガーディアン紙は「史上最大のオクトーバー・サプライズになりかねない事態」と評した。